# Regiunea Marmara

Situarea Regiunii Marmara

Regiunea Marmara este una din cele 7 regiuni ale Turciei.

## Provincii

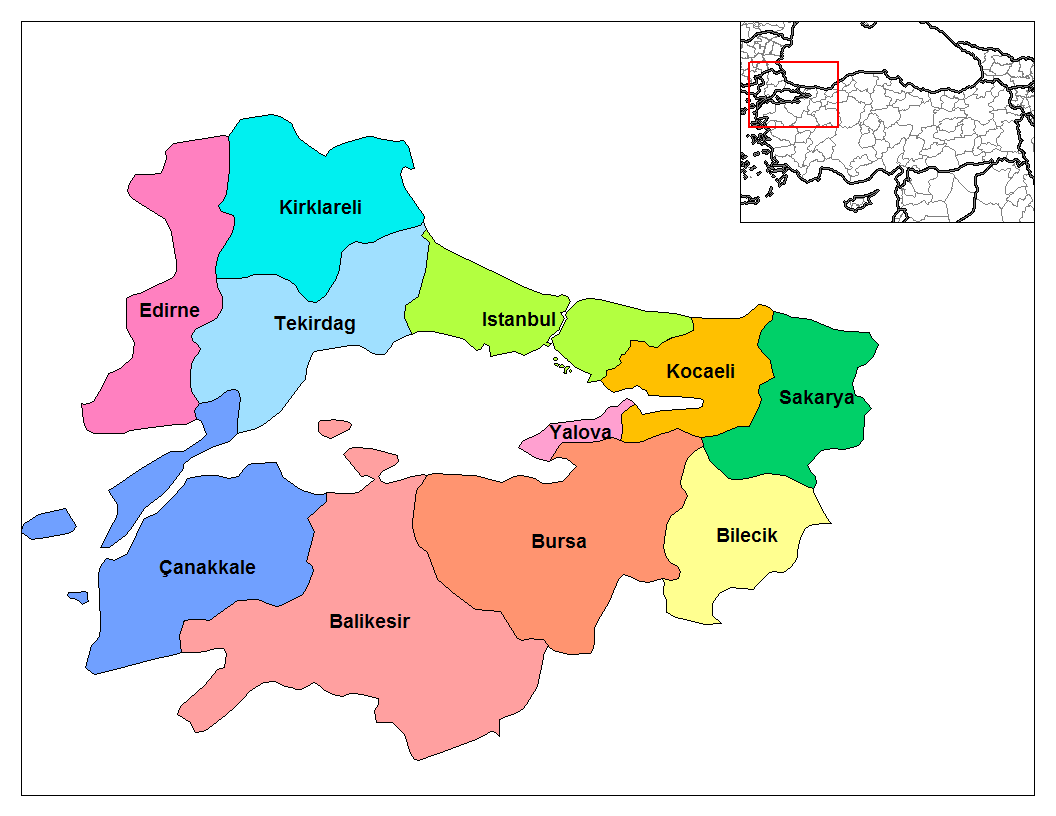
Regiunea Marmara

- Provincia Balıkesir
- Provincia Bilecik
- Provincia Bursa
- Provincia Çanakkale
- Provincia Edirne
- Provincia İstanbul
- Provincia Kırklareli
- Provincia Kocaeli
- Provincia Sakarya
- Provincia Tekirdağ
- Provincia Yalova